# Asterix: La battaglia dei galli
Asterix: La battaglia dei galli (Asterix: The Gallic War), più spesso chiamato solo Asterix, è un videogioco strategico con componenti picchiaduro prodotto da Infogrames e sviluppato da Sourcery Development Ltd. e Warthog Games nel 1999.
I protagonisti del gioco sono i personaggi creati da René Goscinny e Albert Uderzo.

## Trama
La trama del gioco è classica per quanto riguarda l'argomento del fumetto: come al solito, il druido Panoramix è intento a preparare la pozione magica che rende invincibili i Galli, consentendo loro di resistere ai continui assedi dei Romani. Improvvisamente, però, si accorge di aver terminato le scorte di ingredienti, e quindi invia Asterix e Obelix, il guerriero più astuto e quello più forte di tutto il villaggio, a recuperarli nella Gallia romana.

## Modalità di gioco
La maggior parte del gioco si svolge in una fase strategica in puro stile RisiKo!. L'azione si svolge a turni, ognuno dei quali diviso in tre fasi:
- Fase 1: Rinforzo - Panoramix rifornirà i territori in vostro possesso di pozione magica[1]. Inizialmente, sarà possibile distribuire solo 8 marmitte di pozione a turno (10 nella modalità facile e nella versione restaurata), ma a mano a mano che si recuperano ingredienti, si potranno ottenere marmitte bonus da poter piazzare su ciascun territorio gallico. I territori gallici, per poter ricevere i rinforzi di inizio turno,  devono sempre essere collegati al Villaggio di Asterix.

- Fase 2: Attacco - Obelix condurrà in battaglia i Galli, nel tentativo di conquistare i territori in mano ai Romani e quindi raggiungere quelli principali, nei quali recuperare gli ingredienti. Il giocatore, nella modalità normale, potrà sferrare al massimo tre attacchi per turno (due nella modalità difficile e quattro in quella facile, soltanto nell'edizione classica). Per sferrare un attacco, è necessario che il territorio romano sia confinante e che le unità di pozione da usare superino il numero di unità romane del territorio che si vuole occupare. Inoltre non è necessario occupare tutti i territori romani; infatti, per completare il gioco, oltre a conquistare le province chiave e i territori con minigioco incluso, è sufficiente adottare una strategia che vada ad infastidire notevolmente i Romani, ovvero l'inibizione dei rifornimenti di inizio turno e l'impossibilità di riorganizzare le loro armate, e tutti i territori gallici devono essere sempre comunicanti col Villaggio.

- Fase 3: Spostamento - Asterix sposterà marmitte di pozione tra i territori alleati[3]. Il giocatore potrà effettuare, nella modalità normale, al massimo tre spostamenti per turno (due nella modalità difficile e quattro in quella facile, solamente nella versione classica). Non è possibile effettuare spostamenti se i territori gallici non comunicano direttamente col Villaggio.

Dopo la fase di spostamento del giocatore, il turno passa ai Romani, gestiti dal computer, che tenteranno di piazzare truppe, riconquistare i territori occupati dal giocatore e riorganizzare le loro armate. Se i Romani riescono a conquistare il Villaggio, togliendogli l'ultima marmitta di pozione, la partita termina, per questo motivo il Villaggio non deve mai essere scoperto e deve essere sempre rinforzato. I territori dei Romani sono normalmente contrassegnati in blu e con dei tendoni (quelli dei Galli in arancione e con le marmitte). Un tendone blu sta a indicare che ci sono da uno a tre soldati a guardia di quel territorio, un tendone azzurro ospita da quattro a sette soldati e un tendone rosa accoglie otto o più soldati.
Quando si raggiunge un territorio principale, nel quale è nascosto un ingrediente (i territori in questione sono segnalati sulla minimappa, questi comprendono: Carnac, Aquae Calidae, L' Accampamento Romano, La Foresta, Le Alpi Francesi, Narboa e La Città Dei Pirati), il giocatore si ritroverà automaticamente a completare dei livelli a metà tra il platform e il picchiaduro. Qui il giocatore potrà assumere il controllo di Asterix o di Obelix, e dovrà affrontare Romani e altri nemici, come cinghiali e perfino Pirati,  per raggiungere l'obiettivo. Dopo aver trovato l'ingrediente, bisogna però fare attenzione a mantenere in proprio possesso il territorio, altrimenti andrà perso e il giocatore sarà per forza costretto a dover ripetere ex novo il livello. (Ogni livello, nell'edizione classica, ospita un tot di borracce per la pozione nel caso di Asterix, o di marmitte nel caso di Obelix, e di monete con inciso il volto di Cleopatra da raccogliere. Le borracce o le marmitte di pozione e le monete Cleopatra raccolte determinano le unità di pozione extra che verranno elargite a fine missione. Nell'edizione restaurata, ognuno dei livelli cela sempre 100 monete Cleopatra e un numero predefinito di borracce o marmitte da trovare). La stessa cosa vale per i territori che celano un minigioco che bisogna obbligatoriamente completare con successo per terminare la storia principale ed avere accesso agli ultimi due livelli platform del post game La Nave Pirata (che compare sopra al Villaggio) e Roma. 
La versione PSX del 1999 del gioco sviluppata da Sourcery comprende 82 territori totali e come minigiochi solo  Rompere i Barili (in cui Asterix deve far fuori tutti i Romani e conseguentemente fracassare tutti i barili presenti. Per vincere, è necessario non far scadere il timer per permettere ad Asterix di terminare il livello quanto prima) e Il Lancio del Romano  (in cui Obelix deve lanciare un Romano il più lontano possibile. Il giocatore per vincere deve lanciare il Romano possibilmente nell'area triangolare posta di fronte ad Obelix e velocizzare ripetutamente la potenza del suo tiro, evitando però di lanciarlo fuori dai limiti). 
La versione per PC, di Warthog (che nel frattempo aveva assorbito Sourcery), risalente al 2000 e riproposta anche su PSX, comprende 53 territori totali e più minigiochi da completare oltre a quelli dell'edizione standard, tra cui   Colpisci un Romano (in cui si deve usare un menhir analogamente a un martello per colpire i Romani che escono dalle buche, similmente al gioco Whack a Mole) e Lancia un Romano (in cui Obelix deve mirare ai Romani scagliando contro di loro un masso, similmente al bowling). Inoltre, la mappa viene notevolmente semplificata, con qualche cambiamento, le province chiave sono rappresentate con una torre e le azioni dei Romani si riducono a una fase singola, anziché in tre fasi distinte. Nell'edizione classica inoltre, in base al livello di difficoltà,  il numero di territori che ospitano un minigioco dipende dalle volte in cui esso deve essere completato con successo, la modalità normale prevede sei territori che celano uno dei due minigiochi "Rompere i Barili" e "Lancio del Romano", ciascuno deve essere terminato tre volte (nella modalità difficile, i territori con minigioco salgono a otto, e sono completabili ciascuno quattro volte, e nella facile scendono a quattro, da completare ciascuno due volte). Nella versione restaurata, ci sono dodici territori che celano un minigioco, ciascuno va terminato tre volte, inclusi "Colpisci un Romano " e "Lancia un Romano". Nel primo, se viene colpito col menhir un soldato romano, si può ottenere un punto, se ad essere colpito è un Centurione, questo vale due punti, se invece è una Guardia, questa vale tre punti. Colpendo Assurancetourix, il bardo, è possibile ottenere 5 punti bonus, se viene colpito per sbaglio Idefix, il cagnolino di Obelix, il giocatore subisce penalità ed è fondamentale tenere sempre d'occhio il timer e colpire, prima dello scadere del tempo, quanti più Romani possibile. Per vincere, è necessario colpire ripetutamente i Romani in base al grado per totalizzare 30 o più punti. Nel secondo, occorre aiutare Obelix a scagliare il masso mirando ai Romani, preferibilmente in fila, per totalizzare 30 o più punti, indifferente se sono soldati romani semplici, Centurioni o Guardie, l'importante è non fare in modo che Obelix sbagli la mira ed evitare di centrare accidentalmente Idefix o si viene penalizzati. Anche in questo caso, il giocatore deve osservare sempre il timer per colpire quanti più Romani possibile prima che il tempo scada..